# Грозевешть (Нямц)
Грозевешть, Грозевешті (рум. Grozăvești) — село у повіті Нямц в Румунії. Входить до складу комуни Хангу.
Село розташоване на відстані 288 км на північ від Бухареста, 26 км на північний захід від П'ятра-Нямца, 116 км на захід від Ясс.

## Населення
За даними перепису населення 2002 року у селі проживали 466 осіб, усі — румуни. Усі жителі села рідною мовою назвали румунську.